# Gothic II
Gothic II è un videogioco di ruolo in terza persona per Windows, sviluppato da Piranha Bytes. È il seguito del videogioco Gothic.
Per il gioco esiste un'espansione, La Notte del Corvo.

## Descrizione
Gothic II è stato sviluppato utilizzando una versione leggermente avanzata del motore grafico di Gothic.

Gothic II è stato distribuito anche sul mercato italiano dopo un periodo piuttosto lungo di attesa, verso gennaio 2005. La casa di distribuzione ha tardato quasi un anno e mezzo per la traduzione del testo del videogioco, pregiudicando in maniera netta l'impatto sul pubblico italiano.
All'inizio del gioco il giocatore ha la possibilità di visitare tutti i luoghi della mappa e di lavorare per quasi tutti i campi. Da un certo punto del gioco il giocatore deve obbligatoriamente scegliere la propria "gilda", ovvero con chi unirsi per combattere le forze del male. Vi sono tre "gilde" principali, simili come struttura a quelle del primo gioco: i Paladini, i Mercenari, e i Maghi del Fuoco. L'espansione del videogioco, Gothic II: La Notte del Corvo, include altre fazioni, come il Circolo dell'Anello dell'acqua e i Pirati. Il giocatore può appartenere contemporaneamente ai Pirati, all'Anello dell'Acqua e ad una gilda del gioco originale (Paladini, Mercenari e Maghi del Fuoco).
In base alla scelta compiuta riguardo al gruppo, il giocatore riceve diverse missioni secondarie, e verso il termine del gioco, deve affrontare un gruppo diverso di nemici in base alla classe scelta. Il Paladino deve affrontare gli Orchi, il Mercenario i Draconiani (Uomini Lucertola), e il Mago dei Maghi Oscuri (molti dei quali sono persone della Fratellanza del Dormiente resi schiavi dal suo urlo, dopo il ritorno nella propria dimensione).

## Trama
Il videogioco riprende la storia da dove Gothic I era terminato: il nostro eroe senza nome è riuscito a scappare dalla Valle delle Miniere dopo aver sconfitto il Dormiente e dopo aver distrutto la barriera magica. L'eroe rimane sepolto dal crollo della volta della caverna dove si trovava il Dormiente e viene praticamente resuscitato e teletasportato sull'isola di Khorinis, salvato dal suo mentore, il Negromante Xardas. Cercando una via di fuga dall'isola, scoprirà che Xardas ha ancora un compito per lui: fermare il male che si trova nascosto da qualche parte a Khorinis e garantirsi nello stesso tempo la libertà, tornando sul continente principale del regno di Myrtana.
L'eroe, essendo consapevole della minaccia, decide, sotto consiglio di Xardas, di prendere l'Occhio di Innos, un amuleto magico in possesso dei paladini e custodito dai Maghi del Fuoco nel monastero che consente a chi lo indossa di parlare con i draghi e costringerli a dire la verità. Nessuno però crede che davvero ci siano i draghi e tanti altri mali in agguato; perciò Lord Hagen, il capo dei paladini, prima di consegnare l'Occhio di Innos all'eroe vuole la prova dell'esistenza di questi mostri che si trovano nella Valle delle Miniere. Perciò l'eroe senza nome riesce ad arrivare nella Valle dove trova Campo Vecchio assediata dagli orchi. Ottenuta una lettera da Garond, il capo dei paladini nella Valle delle miniere, in cui conferma l'esistenza dei draghi, Lord Hagen gli permette di prendere l'amuleto magico. Ma questo è stato rubato da uno dei novizi del monastero dei Maghi del Fuoco. Quindi lo si ritrova al Circolo del Sole, un luogo magico nel fitto della foresta a ovest del monastero, mentre i Cercatori, dei maghi oscuri al servizio di Beliar, il dio dell'oscurità e del male, lo stanno distruggendo per impedirne l'utilizzo.
Dopo aver fatto riparare l'Occhio da Bennet, il fabbro dei mercenari alla fattoria di Onar, deve ridargli il potere magico che aveva, grazie ad un rituale al Circolo del Sole, dove Xardas, Vatras (mago dell'acqua) e Pyrokar (capo dei maghi del fuoco) riattivano l'amuleto. Quindi si reca nuovamente nella Valle delle Miniere con l'amuleto. Così parlando ed eliminando i draghi uno ad uno viene a conoscenza che il male si nasconde nelle Sale di Irdorath, un edificio su una piccola isola nel mare.
Impadronitosi della nave dei paladini, la Esmeralda, parte insieme a vari compagni di avventure, fra cui Milten, Lester, Diego, Gorn e Vatras e giunge in quest'isola finale. Dopo essersi fatto strada tra orchi, uomini lucertola, scheletri guerrieri ed un drago guardiano, l'eroe affronta il drago non-morto, che costituisce lo scontro finale del gioco. Quindi arriva Xardas che assorbe il potere del drago non-morto.
Alla fine Xardas dice all'eroe che lui serviva e aveva sempre servito Beliar, dio del male, dopodiché si teletrasporta altrove per completare il suo piano.

## Personaggi
Tra i personaggi ritornano alcuni di quelli già visti in Gothic: Xardas, Diego, Lester, Lee, Lares, Milten, Cor Angar, Gorn, Saturas e altri.
Altri personaggi:

### Lord Hagen (capo dei paladini)
Capo dei paladini a Khorinis, chiederà all'Eroe una prova dell'esistenza di draghi, quando egli gliela porterà, gli concederà di utilizzare l'Occhio di Innos, potente manufatto in grado di sconfiggerli. Inoltre fornirà la nave (Esmeralda) per raggiungere le Sale di Irdorath.

### Pyrokar (capo dei maghi del fuoco)
Capo dei Maghi del fuoco, assieme a Serpentes e Ulthar compone il Consiglio. Odia Xardas, poiché ha tradito l'Ordine, ma si ritroverà a dover collaborare con lui nel corso dell'avventura.

### Vatras
Unico Mago dell'Acqua, gli altri sono reperibili installando l'espansione Gothic II: La Notte del Corvo.

### Garond (capo del gruppo di paladini nella Valle delle Miniere)
Costantemente assillato dai progressi nell'estrazione mineraria, ostacolata dai continui attacchi orcheschi e dei tanti animali feroci che popolano le zone limitrofe le miniere. Vive all'interno del castello, accessibile tramite i resti di un ariete utilizzato dagli orchi nel tentativo di aprirsi un varco nelle mura, protetto da un nugolo di fedeli ed altezzosi paladini. Se il giocatore farà determinate scelte, il castello verrà penetrato da orchi assaltatori che sfruttano la "misteriosa" apertura del cancello principale, al che Garond diviene ancora più pessimista ed invoca all'assillo l'intervento di Lord Hagen con un contingente di rinforzi, permettendo così la prosecuzione del gioco.

### Bennet: fabbro dei mercenari
È l'unica persona che può insegnare all'eroe a fare buone armi di metallo magico. Nel 3º capitolo viene catturato per colpa di Cornelius, il primo ministro di Khorinis, e a quel punto lo si dovrà liberare per farsi riparare l'occhio di Innos.

## Gothic II: La Notte del Corvo
Gothic II: La Notte del Corvo è l'espansione del gioco, uscita nel 2003.

Il solo requisito richiesto è la presenza del gioco originale Gothic II. L'espansione è tradotta in lingua italiana ed è reperibile anche assieme al gioco originale nella raccolta Gothic 2 Gold.
La trama viene espansa in maniera esauriente nei primi 3 capitoli del gioco, aggiungendo molte missioni e diverse altre scelte tra le classi disponibili. Una delle aggiunte più evidenti è la presenza di un nuovo livello (o mondo) chiamato "Jharkendar", che consiste in una nuova zona estesa quanto la mappa principale (Khorinis).
Oltre alla trama principale (sconfiggere i draghi), viene aggiunta una spiegazione esauriente di ciò che era accaduto ai Maghi dell'Acqua in Gothic II. I Maghi dell'Acqua si trovano in un sito archeologico nel bel mezzo di Khorinis e stanno indagando su una civiltà scomparsa da tempo a causa di un incidente che verrà svelato durante l'espansione. All'interno di questo sito archeologico si trova un portale sigillato che conduce a Jarkendar, il nuovo mondo dell'espansione. Per aprire il portale l'eroe senza nome deve ritrovare i tre pezzi di un ornamento mancante al portale. Tale ornamento fu spezzato in passato e disperso nelle lande di Khorinis per evitare che qualcuno riaprisse il portale. Il giocatore deve raggiungere il campo paludoso di Jarkendar in cui si sono stabiliti i minatori e le guardie di Gomez di Campo Vecchio (visti in Gothic) per ricevere spiegazioni su un artefatto oscuro, la spada del dio Beliar, detta anche l'Artiglio di Beliar, caduto nelle mani di Raven, (che nella Colonia era uno dei Baroni del Metallo e il braccio destro di Gomez) che profanò il tempio di Adanos.
Il giocatore deve sconfiggere Raven, passando per il tempio di Adanos dopo aver superato diversi enigmi, e portare l'artefatto ai Maghi dell'Acqua. Poi deciderà se consegnarlo a Saturas, capo dei Maghi dell'Acqua, che lo distruggerà per sempre, o se tenerlo, usandolo può essere migliorato nelle statue di Beliar. C'è da precisare che l'uso della spada non è consentito ai Maghi. Se infatti il nostro personaggio apparterrà alla gilda dei maghi, l'uso gli sarà negato, ma in cambio potrà ricevere delle rune uniche e molto utili. Se il personaggio appartiene alla gilda dei Mercenari o Paladini, potrà usare l'Artiglio di Beliar semplicemente consacrandola in un Altare di Beliar (facilmente trovabile anche nella torre di Xardas a Khorinis).
Il gioco originale (Gothic II) fu criticato per la sua eccessiva facilità. Installando La Notte del Corvo, il tutto diventa molto più complicato; per completare Gothic II con installato La Notte del Corvo bisogna obbligatoriamente portare al termine la quest principale dell'espansione.